# ثوجان (لحج)

تعديل مصدري - تعديل

ثوجان هي مدينة يمنية تتبع محافظة لحج، بلغ تعداد سكانها 1426 نسمة حسب الإحصاء الذي أجري عام 2004.

## الأحياء والحارات
| الحارة | عدد المساكن | عدد الأسر | الذكور | الأناث | الإجمالي |
| ------ | ----------- | --------- | ------ | ------ | -------- |